# John J. Williams

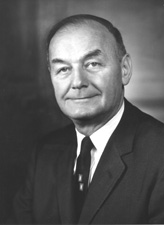
John J. Williams

John James Williams (* 17. Mai 1904 in Frankford, Delaware; † 11. Januar 1988 in Lewes, Delaware) war ein US-amerikanischer Politiker der Republikanischen Partei. Von 1947 bis 1970 saß er für den US-Bundesstaat Delaware im US-Senat.

## Frühes Leben und Familie
Williams wurde in Frankford geboren. Er war das neunte von elf Kindern seiner Eltern. 1922 zog er nach Millsboro, wo er mit seinem Bruder die Millsboro Feed Company gründete. 
Seit 1924 war er mit Elsie Steele verheiratet.

## Politische Karriere
Williams politische Anfänge sind im Stadtrat von Millsboro, dessen Mitglied er 1946 war. 1946 kandidierte er erfolgreich gegen den Demokraten James M. Tunnell um einen Sitz im US-Senat. Bei den Wahlen 1952, 1958 und 1964 stellte er sich jeweils erfolgreich der Wiederwahl. Somit war Williams 4 Legislaturperioden lang Mitglied des Senats und der erste Senator aus Delaware, der dies erreichte. Er wurde erst von seinem direkten Nachfolger William V. Roth und Joe Biden übertroffen, Roth diente 5 Legislaturperioden lang und Biden deren 6. 
1952 war Williams als Running mate von Dwight D. Eisenhower im Gespräch. Er lehnte jedoch ab, um weiterhin als Senator arbeiten zu können.
Als Republikaner im Demokratisch dominierten Senat vertrat Williams Gegenpositionen zu denen, der jeweiligen Regierung. So kritisierte er US-Präsident Harry S. Truman für die Fortführung des New Deal. 1964 stimmte er als einer der wenigen republikanischen Senatoren für den Civil Rights Act of 1964. 1967, als Bemühungen der Demokraten bekannt wurden, den Filibuster abzuschaffen, wehrte sich Williams mit seinem republikanischen Senatskollegen vehement gegen diese Änderungen. Ihre Bemühungen waren erfolgreich, der Filibuster ist noch heute parlamentarische Tradition in den USA. Die Demokraten konnten ihre Pläne in abgespeckter Form durchsetzen, heute bekannt als Reconciliation-Verfahren. 
Zum 31. Dezember 1970 trat Williams als Senator zurück, sein Nachfolger wurde William V. Roth.

## Tod
Williams verstarb 1988 in seiner Heimatstadt Lewes. Er wurde auf dem Millsboro Cemetery in Millsboro beigesetzt.